# 尖鰭紅娘魚
尖鰭紅娘魚，又名尖鰭角魚，為輻鰭魚綱鮋形目牛尾魚亞目角魚科的其中一種，分布於西太平洋區的日本土佐灣、中國南海海域，體長可達18公分，為底棲性魚類，屬肉食性。

## 擴展閱讀
維基物種上的相關：尖鰭紅娘魚